# 맨체스터 빅토리아 대학교

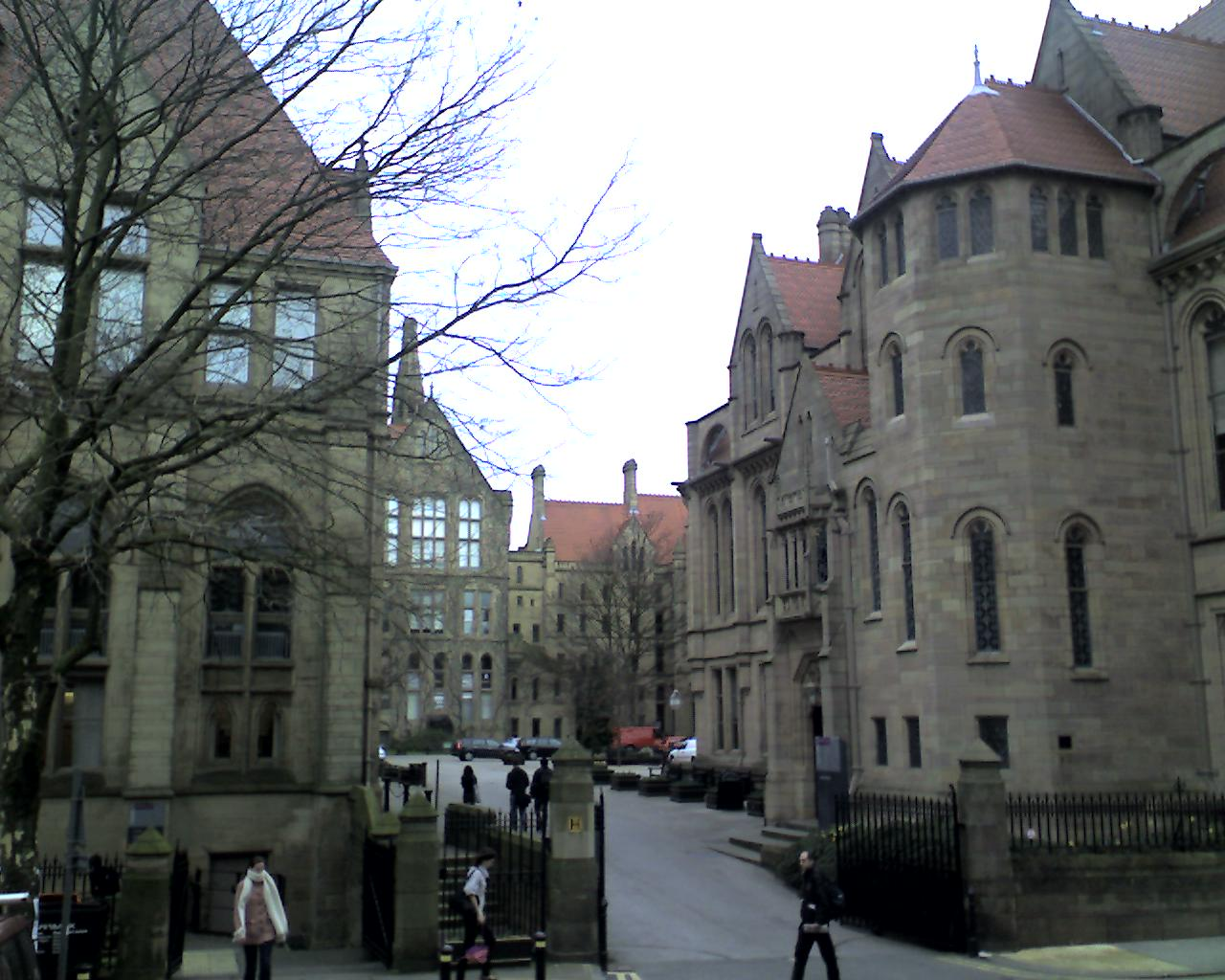

맨체스터 빅토리아 대학교는 1851년 개교한 영국 잉글랜드 맨체스터에 있었던 대학교이다. 2004년 맨체스터 과학기술 대학교와 합병되어 맨체스터 대학교로 통합되었다.